# Anastasia Vinnikova
Anastasia Igorjevna Vinnikova (Russisch: Анастасия Игоревна Винникова) (Dzerzhinsk, Wit-Rusland 15 april 1991) is een Wit-Russische zangeres.

## Eurovisiesongfestival
Op 28 februari 2011 werd Vinnikova verkozen om haar land te vertegenwoordigen op het Eurovisiesongfestival 2011 in Düsseldorf, Duitsland. Net zoals in 2010 werd de artiest intern gekozen. Geïnteresseerden kregen tot 21 februari 2011 de tijd om zich kandidaat te stellen, waarna een vakjury koos wie Wit-Rusland zou vertegenwoordigen in Düsseldorf. Er waren geen restricties qua nationaliteit van de artiesten en componisten. De keuze viel uiteindelijk op Vinnikova met het nummer Born in Bielorussia. De EBU maakte hier echter bezwaar tegen, aangezien er in het nummer veelvuldig gerefereerd werd naar de voormalige Sovjet-Unie. Bovendien was het nummer al eens eerder vertolkt, iets wat ook niet mag volgens de regels van het songfestival. Het nummer werd daarom aangepast, en de titel veranderde in I love Belarus. Vinnikova trad aan in de tweede halve finale op 12 mei 2011. Ze kreeg 45 punten en eindigde op de 14de plaats, waarmee zij zich niet kwalificeerde voor de finale. Uzari was achtergrondzanger tijdens het optreden, hij deed voor Wit-Rusland in 2015 mee aan het Eurovisiesongfestival.
In 2012 deed Vinnikova weer een gooi naar het Eurovisiesongfestival met het nummer Shining in Twilight, dat deels gecomponeerd werd door Teo, die Wit-Rusland op het Eurovisiesongfestival 2014 vertegenwoordigde. De poging mislukte echter, want het lied bleef in de halve finale van de Wit-Russische pre-selectie steken. 
2004: Aleksandra & Konstantin · 
2005: Angelika Agoerbasj · 
2006: Polina Smolova · 
2007: Dmitri Koldoen · 
2008: Roeslan Alechno · 
2009: Pjotr Elfimov · 
2010: 3+2 · 
2011: Anastasia Vinnikova · 
2012: Litesound · 
2013: Aljona Lanskaja · 
2014: Teo · 
2015: Uzari & Maimuna · 
2016: Ivan · 
2017: Navi · 
2018: Alekseev · 
2019: ZENA